# Trisha Fernández
Trisha Fernández   (Luanda, 19 de novembre de 1994) Trisha Fernández de Jesús és una actriu, model i presentadora gallega.

## Filmografía[5]
- Ocultos (2015). curtmetratge.
- Aquelarre (2016). curtmetratge.
- Chistes de amor (2017). curtmetratge.
- Serás mi novia (2018). curtmetratge.
- Todo por el juego (2018). sèrie de televisió.
- Cuentos cortos de Carlos Cabero (2018). sèrie de televisió.
- Cuando florezca el cerezo (2018), de Carlos Cabero.
- Fariña (2018). Mini sèrie de televisió.
- Bernarda (2018), de Emilio Ruiz Barrachina.
- Nunca fuimos ángeles (2019), de Carlos Cabero.
- En el corredor de la muerte (2019). Mini sèrie de televisió.
- Acacias 38 (2019-2020). sèrie de televisió. Como Marcia Sampaio.
- No muertos (2020). sèrie de televisió.
- Encerrados (2021), de Carlos Cabero.